# Mehmet Çoğum
Mehmet Çoğum (* 5. Februar 1983 in İskenderun) ist ein türkischer Fußballspieler.

## Karriere

### Vereinskarriere
Çoğum begann seine Fußballerkarriere bei İskenderun Esenspor. Im Februar 1999 wurde er hier für die türkische U-15-Jugendnationalmannschaft nominiert und spielte dann in den Länderspielen vor einer größeren Anzahl von Talentjägern. Er fiel den Scouts von Çanakkale Dardanelspor auf. Kurze Zeit später überschrieb er mit Dardanelspor einen Profi-Vertrag. Hier spielte er zwei Jahre fast ausschließlich für die Jugend- bzw. Reservemannschaft. Nach der Winterpause 2000/01 nahm er am Trainingscamps der Profis teil und wurde anschließend in den Profikader involviert. Sein Debüt als Profi machte er am 19. November 2000 im Ligaspiel gegen Sakaryaspor. Bis zum Saisonende machte er dann neun Ligaspiele. In der neuen Saison gelang ihm dann endgültig der Durchbruch.
Nachdem er fünf Jahre bei Dardanelspor tätig gewesen war, wechselte er zum Süper-Lig-Klub Gaziantepspor. Hier etablierte er sich gleich als Stammspieler und hielt diese Position zweieinhalb Spielzeiten lang. Im Laufe der Saison 2007/08 verlor er dann seinen Stammplatz, kam aber gelegentlich als Ersatzspieler zum Einsatz.
Im Sommer 2008 wechselte er dann zum Ligakonkurrenten Konyaspor. Hier spielte er durchgängig als Stammspieler, verließ aber den Verein nach dessen Abstieg in die TFF 1. Lig. Er wechselte zur neuen Saison zum Erstligisten Denizlispor. Mit seiner neuen Mannschaft gelang ihm der Klassenerhalt erneut nicht.
So verließ er erneut seinen Verein und einigte sich mit dem Aufsteiger Karabükspor.
Hier misslang ihm der Sprung in die Startelf, so wechselte er zur Rückrunde innerhalb der Liga zu MKE Ankaragücü. In den ersten Wochen der Saison 2011/12 geriet sein Verein in finanzielle Engpässe und konnte über lange Zeit die Spielergehälter nicht zahlen. So trennten sich viele Spieler. Çoğum hielt als einer der wenigen Profis dem Verein die Treue und führte den Verein auch durch den Abstiegskampf.
Zur Saison 2013/14 wechselte Çoğum zum Zweitligisten TKİ Tavşanlı Linyitspor. Da er hier in der Hinrunde nur zweimal zum Einsatz kam, wechselte er in der Winterpause innerhalb der Liga zu Karşıyaka SK. Im November 2014 verließ er Karşıyaka vorzeitig und ohne Pflichtspieleinsatz.

## Nationalmannschaftskarriere
Çoğum fing früh an für die türkischen Jugendnationalmannschaften zu spielen. Er durchlief ab der U-15, die U-16, die U-17, die U-19, die U-20 und U-21-Jugendmannschaften.